# Willi Ertz
Willi Ertz (* 28. Mai 1943 in Neunkirchen; † 5. Juli 2018) war ein deutscher Fußballtorhüter und -trainer. Er bestritt alle seine Spiele für Borussia Neunkirchen.

## Karriere
Willi Ertz begann seine Karriere als Jugendlicher bei Borussia Neunkirchen. 1963 kam er 20-jährig als Nummer 2 hinter Horst Kirsch in den Regionalligakader. Zur Rückrunde durfte er auch das erste Mal das Tor hüten, denn Kirschs Formkurve zeigte nach unten. In der Aufstiegsrunde zur Bundesliga, für die sich die Borussia aufgrund des Meistertitels in der Regionalliga qualifiziert hatte, waren beide Keeper nahezu gleichwertig. Die Wahl fiel auf Ertz, der bei der 1:5-Niederlage gegen Tasmania Berlin noch sehr nervös gewirkt haben soll, aber gegen den FC Bayern München mit „tollen Paraden“ das zu Null sicherte, sodass die Borussia mit 2:0 gewinnen konnte. Durch diese zwei Punkte stieg die Borussia mit einem Punkt Vorsprung vor Bayern München in die Bundesliga auf und Ertz wurde als Aufstiegsheld gefeiert.
In der nächsten Saison war er zunächst auch Nummer 1. Doch gleich am ersten Spieltag fabrizierte er ein Eigentor. Er rutschte aus und faustete den Schuss vom Nürnberger Heinrich Müller ins eigene Tor. Nachdem auch das zweite Spiel gegen Borussia Dortmund mit 1:2 verloren gegangen war, musste Ertz auf der Bank Platz nehmen, allerdings nur ein Spiel. Nun stand Ertz wieder im Tor, leistete sich beim 0:3 am 6. Spieltag gegen den 1. FC Kaiserslautern wiederum einen Patzer und musste sich infolgedessen wieder mit der Reservistenrolle zufriedengeben. Erst am 24. Spieltag durfte er sein Können erneut unter Beweis stellen, allerdings nur weil Kirsch sich verletzt hatte. Einen Spieltag später musste er dem wiedergenesenen Kirsch wieder weichen. Jedoch nicht für lange Zeit, denn Kirsch leistete sich in den folgenden Spielen einige Schnitzer und so kam Ertz schon am 27. Spieltag wieder zum Einsatz. Diesen rechtfertigte er mit guten Leistungen und durfte bis zum Saisonende im Tor stehen.
Somit ging er auch nach dem Abstieg als Nummer 1 in die Saison, allerdings hatte das Wechselspiel zwischen Ertz und Kirsch noch lange kein Ende. Das Team schaffte mit wechselnden Keepern die Qualifikation zur 1. Bundesliga. An dieser konnte Ertz aufgrund eines Handbruchs aber nicht teilnehmen. Trotz dessen schaffte die Borussia den Aufstieg und Kirsch durfte die ersten Spiele das Tor hüten, aber wiederum nur bis zum 8. Spieltag. Nachdem Kirsch sechs Gegentreffer gegen die Borussia aus Dortmund kassiert hatte, wurde erneut Ertz aufgestellt. Mit ihm im Tor hatte Neunkirchen innerhalb von vier Wochen eine Bilanz von 6:2 Punkten. Hierbei ist zu beachten, dass damals noch die 2-Punkte-Regel galt. Diese Serie endete in einem 0:10-Debakel bei Borussia Mönchengladbach. Trotz der zehn Gegentore soll Ertz hierbei noch eine höhere Niederlage verhindert haben. Aber schon im nächsten Spiel leistete er sich einen Lapsus, als er bei einem Abwehrversuch über den Ball schlug und dadurch mitverantwortlich für die 1:2-Niederlage war. Diese Schwächephase hielt an und Ertz musste erneut seinen Platz räumen. Kirsch bestritt die letzten Spiele der Saison, die Borussia Neunkirchen letztendlich als Absteiger mit 90 Gegentoren beendete.
Auf diesen Abstieg folgte ein weiterer und Ertz spielte mit dem Gedanken zum TSV 1860 München zu wechseln, blieb seiner Borussia letztendlich jedoch treu. So ging der muntere Tausch im Borussen-Tor noch eine Saison weiter, bis Kirsch zu Röchling Völklingen wechselte. Jetzt war der mittlerweile 27-Jährige Ertz unumstrittene Nummer 1 und stellte einen Regionalliga-Rekord auf. Er blieb die ersten zehn Spiele, insgesamt 950 Minuten, ohne Gegentor. Dieser Rekord hätte sogar 995 Minuten lauten können, hätte er nicht in der Halbzeit am 6. Spieltag gegen den ASV Landau verletzungsbedingt ausgewechselt werden müssen. Auch dank seiner starken Leistungen wurde Neunkirchen in der Saison 1971/72 Meister der Regionalliga, schaffte jedoch gegen den Wuppertaler SV nicht den Aufstieg in die Bundesliga. Dieser blieb auch in der Saison 1973/74, in der Ertz zum Mannschaftskapitän ernannt wurde, verwehrt. In der nächsten Saison, die erste der 2. Bundesliga, stieg man überraschend ab.
Nun kämpfte Ertz mit seiner Borussia lange um den Wiederaufstieg, welcher erst 1980 gelang. Somit sollte Ertz seine letzte Saison noch einmal in der 2. Liga spielen. Der mittlerweile 38-Jährige beendete seine Karriere mit einem erneuten Abstieg. Insgesamt kam er zu 153 Einsätzen in der Regionalliga Süd, zu 44 Einsätzen in der Bundesliga, zu 20 Einsätzen in den Aufstiegsrunden und zu 70 Einsätzen in der 2. Bundesliga für die Borussia.
Nach seiner Spielerkarriere trainierte Ertz drei Jahre den westpfälzischen SV Martinshöhe, kehrte dann aber zu seiner Borussia zurück und war ab 1995 als Co- und Torwarttrainer tätig und nahm auch einige Male als Interimstrainer auf der Bank Platz. Sein größter Erfolg als Trainer war 2000/01 der Aufstieg in die Regionalliga.
2010 beendete der inzwischen 67-Jährige sein Engagement bei Neunkirchen und ging in Rente. Anlässlich des 50-jährigen Jubiläums der Bundesliga wurde Ertz 2013 in eine „Saarland-Jubiläums-Elf“ gewählt. Zur Wahl, die von dem Ellenfeld e.V. und dem Saarpark-Center organisiert worden war, standen alle Saarländer, die seit 1963 in der Bundesliga gespielt hatten.
Willi Ertz starb am 5. Juli 2018 im Alter von 75 Jahren.

## Erfolge
Als Spieler
- Aufstieg in die Bundesliga: 1964, 1967
- Meister der Regionalliga Südwest: 1964, 1967, 1971, 1972, 1974
- Teilnahme an der Aufstiegsrunde zur Bundesliga: 1964, 1967, 1971, 1972, 1974
- Qualifikation für die 2. Bundesliga Süd: 1974
- Aufstieg in die 2. Bundesliga Süd: 1978, 1980
- Meister der Amateurliga Saarland: 1976, 1977, 1978
- Meister der Amateur-Oberliga Südwest: 1980

Als (Co-)Trainer
- Aufstieg in die Regionalliga: 2000
- Meister der Oberliga Südwest: 2000, 2002, 2005

## Daten und Fakten
- Spiele 1. Bundesliga: 44
  - Spiele Bundesligaaufstiegsrunde: 20
- Spiele 2. Bundesliga: 70
- Spiele Regionalliga: 153
- Spiele DFB-Pokal: 11

- längste Zeit ohne Gegentor: 950 Minuten

* Es fehlen die Einsätze aus der Amateurliga Saar (1975–78), den Aufstiegsrunde zur 2. Bundesliga Süd (1976, 1977, 1978) und der Amateur-Oberliga Südwest (1979/80).